# Théâtre d'État de Nuremberg

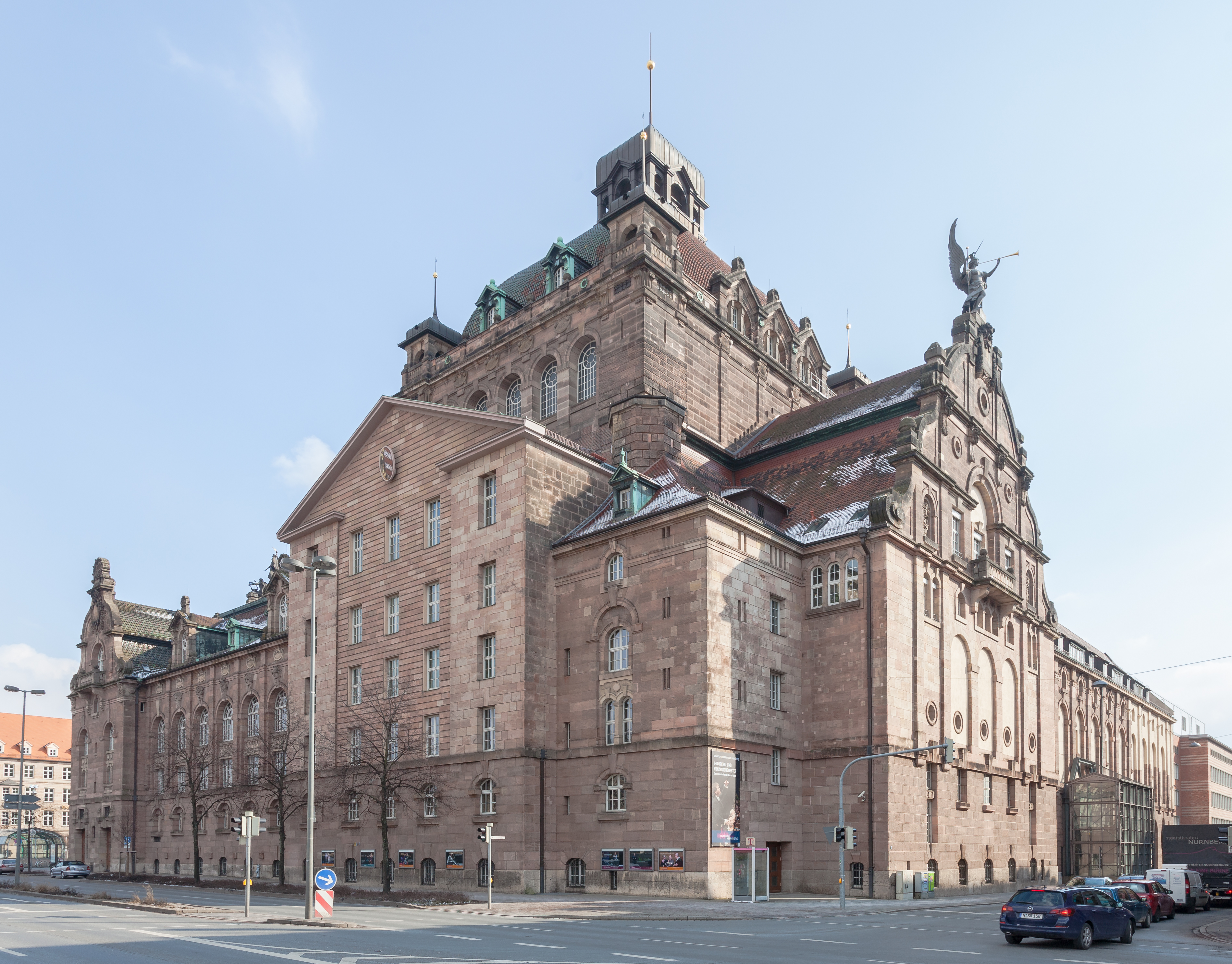
Staatstheater Nürnberg, l'Opéra de Nuremberg.

Le Théâtre d'État de Nuremberg (en allemand, Staatstheater Nürnberg) est une compagnie de théâtre allemande située à Nuremberg, en Bavière. Le théâtre est l'un des quatre théâtres d'État bavarois et présente des opéras, des pièces de théâtre, des ballets et des concerts.  
Son lieu principal, l'opéra (Opernhaus Nürnberg), est l'un des plus grands théâtres allemands. Il a été construit de 1903 à 1905 dans le style Art Nouveau par l'architecte Heinrich Seeling. D'autres lieux sont la salle de spectacle (Schauspielhaus Nürnberg) comprenant les petites scènes Kammerspiele et BlueBox, et la Meistersingerhalle où se déroulent les concerts de l'orchestre (la Staatsphilharmonie Nürnberg). 
À partir de 2018, la Generalmusikdirektorin (directrice générale de la musique) est Joana Mallwitz. Son contrat initial, annoncé en octobre 2017, est de 5 ans. Elle est la première femme chef d'orchestre à être nommée GMD de la compagnie. Roland Böer lui succède à compter de 2023.
En 2025, Killian Farrell est nommé prochain directeur musical général de l'institution, à partir de la saison 2027-2028.

## Directeurs généraux de la musique
- Ferdinand Wagner (1923–1925)
- Bertil Wetzelsberger (de)  (1925-1938)
- Alfons Dressel (1938–1946)
- Rolf Agop (1946-1948)
- Alfons Dressel (1948-1955)
- Erich Riede (de)  (1956-1964)
- Hans Gierster (1965-1988)
- Christian Thielemann (1988–1992)
- Eberhard Kloke (1993–1998)
- Philippe Auguin (1998–2005)
- Christof Prick (2006-2011)
- Marcus Bosch (2011-2018)
- Joana Mallwitz (2018-2022)
- Roland Böer (depuis 2023)

## Littérature
- Jens Voskamp u. a. (2005), Staatstheater Nürnberg (ed.), Staatstheater Nürnberg 1905–2005: Opernhaus, Staatsoper; Vom Neuen Stadttheater am Ring zum Staatstheater (in German), Nürnberg: Müller,  (ISBN 3-924773-12-2)
- Dieter Stoll u. a. (2010), Stiftung Staatstheater Nürnberg (ed.), Das neue Schauspielhaus Nürnberg: Vom „Ami-Kino“ zum Ensemble-Theater (in German), Nürnberg: Henschel,  (ISBN 3-89487-674-3)
- E. Weber (1905), Zur Einweihung des neuen Stadttheaters in Nürnberg am 1. September 1905 (in German), Nürnberg: Tümmels Verlag

## Source de traduction
- (de) Cet article est partiellement ou en totalité issu de l’article de Wikipédia en allemand intitulé « Staatstheater Nürnberg » (voir la liste des auteurs).